# Esmé Kamphuis
Esmé Kamphuis est une bobeuse néerlandaise, née le 22 mai 1983 à Zwolle.

## Biographie
Elle commence sa carrière sportive dans l'athlétisme. Lors de la saison 2005-2006, elle s'engage dans le bobsleigh.
Aux Jeux olympiques d'hiver de 2010, elle est huitième du bob à deux avec Tine Veenstra.  
Lors de la dernière course de la saison 2010-2011 de Coupe du monde, elle monte sur son premier podium avec une deuxième place.
Aux Championnats d'Europe 2011 et 2014, elle décroche à chaque fois la médaille de bronze.
Aux Jeux olympiques d'hiver de 2014, elle prend la quatrième place en bob à deux avec Judith Vis, meilleur résultat pour un équipage néerlandais aux Jeux olympiques.
Elle arrête sa carrière après les Jeux olympiques de Sotchi 2014. 